# Aeropuerto Internacional de Chongqing-Jiangbei
El Aeropuerto Internacional de Chongqing-Jiangbei (en chino simple: 重庆江北国际机场, chino tradicional: 重慶江北國際機場, en Pinyin: Chóngqìng Jiāngběi Guójì Jīchǎng) (IATA: CKG, OACI: ZUCK) es un aeropuerto ubicado en el Distrito de Yubei de Chongqing, China. Se ubica a 21 km del centro de Chongqing y sirve como base de operaciones muy importante en el suroeste de China. En 2007, el aeropuerto Jiangbei atendió a 10.355.730 pasajeros, y se situó como el décimo aeropuerto de China. Es una base de operaciones para Chongqing Airlines, Sichuan Airlines y más tarde de China West Air cuando comenzó sus operaciones y Shenzhen Airlines cuando inauguró base en el aeropuerto. Es también una ciudad importante para Air China. La primera y segunda fase del aeropuerto entraron en funcionamiento en enero de 1990 y en diciembre de 2004 respectivamente. Actualmente el aeropuerto Jiangbei tiene dos terminales. Una de ellas atiende los vuelos de cabotaje y la otra los vuelos internacionales principalmente. Su terminal doméstica es capaz de atender a siete millones de pasajeros mientras que la terminal internacional es capaz de manejar más de un millón de pasajeros anualmente. Actualmente hay planes para construir una tercera terminal así como una segunda y una tercera pista en breve.
En cifras de tráfico de pasajeros, el aeropuerto de Chongqing fue el décimo de la nación en 2008, al atender a 11.138.432 pasajeros. También, el aeropuerto fue el duodécimo de China en términos de carga. 

## Aerolíneas y destinos

### Destinos nacionales
| Aerolíneas                                             | Destinos |
| ------------------------------------------------------ | --- |
| Air China                                              | Pekín-Capital, Changchung, Fuzhou, Cantón, Hangzhou, Harbin, Jiuzhaigou, Lhasa, Lijiang, Nankín, Shanghái-Hongqiao, Shanghái-Pudong, Shenzhen, Tianjín, Wenzhou, Xiamen, Yangzhou, Yinchuan, Zhuhai |
| Beijing Capital Airlines                               | Cantón, Haikou, Lijiang, Sanya, Xi'an |
| Chengdu Airlines                                       | Beihai |
| China Eastern Airlines                                 | Baise, Changzhou, Dalian, Harbin, Hefei, Jinan, Kunming, Nankín, Ningbo, Shanghái-Hongqiao, Shanghái-Pudong, Taiyuan, Wuxi, Xi'an, Yinchuan, Zhanjiang, Zhaotong |
| China Express Airlines                                 | Anshun, Baise, Baotou, Beihai, Bijie, Changzhi, Dalian, Dunhuang, Fuyang, Guilin, Guiyang, Guyuan, Haikou, Hangzhou, Hechi, Hohhot, Jiayuguan, Jining, Lanzhou, Liuzhou, Nankín, Nanning, Ordos, Qianjiang, Sanya, Taiyuan, Ulan Hot, Wanzhou, Weifang, Weihai, Wenzhou, Xiamen, Xiangyang, Xingyi, Yulin, Yiwu, Yuncheng, Zhuhai |
| China Southern Airlines                                | Beihai, Beijing-Capital, Changchung, Changsha, Dalian, Cantón, Guilin, Guiyang, Haikou, Kunming, Lanzhou, Lhasa, Nanning, Sanya, Shantou, Shenyang, Shenzhen, Tianjín, Urumqi, Wuhan, Xi'an, Xishuangbanna, Yinchuan, Zhengzhou |
| China Southern Airlines operado por Chongqing Airlines | Pekín-Capital, Cantón, Hangzhou, Harbin, Kunming, Sanya, Shenzhen, Wuhan, Xishuangbanna, Zhengzhou |
| Fuzhou Airlines                                        | Fuzhou |
| Hainan Airlines                                        | Pekín-Capital, Changsha, Cantón, Haikou, Hangzhou, Lanzhou, Ningbo, Sanya, Shenzhen, Urumqi, Wenzhou, Xi'an, Yan'an |
| Hebei Airlines                                         | Nanning, Shijiazhuang |
| Juneyao Airlines                                       | Shanghái-Hongqiao, Shanghái-Pudong |
| Kunming Airlines                                       | Huizhou, Kunming, Nantong, Taizhou, Yangzhou |
| Loong Air                                              | Hangzhou |
| Lucky Air                                              | Lijiang, Kunming, Xuzhou |
| Okay Airways                                           | Changsha, Tianjín |
| Shandong Airlines                                      | Pekín-Capital, Changchung, Dalian, Fuzhou, Guilin, Harbin, Jinan, Kunming, Qingdao, Shanghái-Hongqiao, Shenyang, Shijiazhuang, Xiamen, Yantai, Zhengzhou |
| Shanghai Airlines                                      | Pekín-Capital, Huangshan, Shanghái-Hongqiao |
| Shenzhen Airlines                                      | Changchung, Dalian, Nanchang, Nankín, Nanning, Shenyang, Shenzhen, Wuxi, Zhengzhou |
| Sichuan Airlines                                       | Pekín-Capital, Changchung, Changsha, Changzhou, Dalian, Daocheng, Cantón, Haikou, Hangzhou, Harbin, Jieyang, Jinan, Kangding, Kunming, Lanzhou, Lhasa, Lijiang, Nanchang, Nankín, Nanning, Ningbo, Panzhihua, Qingdao, Quanzhou, Sanya, Shanghái-Hongqiao, Shanghái-Pudong, Shennongjia, Shenyang, Shenzhen, Taiyuan, Tianjín, Urumqi, Wenzhou, Wuhan, Wuxi, Xi'an, Xiamen, Xining, Yanji, Yichang, Yinchuan, Zhangjiajie, Zhengzhou |
| Spring Airlines                                        | Luoyang, Shanghái-Hongqiao, Shanghái-Pudong, Shenyang, Shenzhen, Shijiazhuang |
| Tianjin Airlines                                       | Hohhot, Sanya, Tianjín, Urumqi, Xi'an, Yulin |
| Tibet Airlines                                         | Lhasa, Nyingchi, Qamdo, Shanghái-Hongqiao |
| West Air                                               | Changsha, Fuzhou, Cantón, Guilin, Haikou, Hefei, Harbin, Hohhot, Jinan, Jiuzhaigou, Korla, Kunming, Lanzhou, Lhasa, Lijiang, Nanchang, Nankín, Ningbo, Qingdao, Quanzhou, Sanya, Shanghái-Pudong, Shenyang, Shenzhen, Taiyuan, Tianjín, Urumqi, Wuhan, Xi'an, Xiamen, Xishuangbanna, Zhengzhou, Zhuhai |
| Xiamen Airlines                                        | Changsha, Fuzhou, Ganzhou, Hangzhou, Harbin, Lhasa, Nanchang, Quanzhou, Shenzhen, Tianjín, Wuhan, Xi'an, Xiamen, Xichang, Xining |

### Destinos internacionales
| Ciudades por países | Nombre del aeropuerto                       | Aerolíneas                                              | Aeronaves   | Frecuencias semanales |      |
| Asia                | Asia                                        | Asia                                                    | Asia        | Asia                  | Asia |
| ------------------- | ------------------------------------------- | ------------------------------------------------------- | ----------- | --------------------- | ---- |
| Camboya             |                                             |                                                         |             |                       |      |
| Nom Pen             | Aeropuerto Internacional de Nom Pen         | Cambodia Airways                                        |             |                       |      |
| Catar               |                                             |                                                         |             |                       |      |
| Doha                | Aeropuerto Internacional Hamad              | Qatar Airways                                           |             |                       |      |
| Corea del Sur       |                                             |                                                         |             |                       |      |
| Seúl                | Aeropuerto Internacional de Incheon         | Air China Asiana Airlines (reinicia 27 de mayo de 2024) |             |                       |      |
| Hong Kong           |                                             |                                                         |             |                       |      |
| Hong Kong           | Aeropuerto Internacional de Hong Kong       | Air China Cathay Pacific Hong Kong Airlines             | A3xx        |                       |      |
| Japón               |                                             |                                                         |             |                       |      |
| Osaka               | Aeropuerto Internacional de Kansai          | China Express Airlines Xiamen Air                       |             |                       |      |
| Macao               |                                             |                                                         |             |                       |      |
| Macao               | Aeropuerto Internacional de Macao           | Air Macau                                               | A32x        |                       |      |
| Malasia             |                                             |                                                         |             |                       |      |
| Kuala Lumpur        | Aeropuerto Internacional de Kuala Lumpur    | Xiamen Air                                              |             |                       |      |
| República de China  |                                             |                                                         |             |                       |      |
| Taipéi              | Aeropuerto Internacional de Taipéi Songshan | Air China Sichuan Airlines                              | A3xx        |                       |      |
| Taipéi              | Aeropuerto Internacional de Taiwán Taoyuan  | Air China                                               |             |                       |      |
| Singapur            |                                             |                                                         |             |                       |      |
| Singapur            | Aeropuerto Internacional de Singapur        | Singapore Airlines                                      |             |                       |      |
| Tailandia           |                                             |                                                         |             |                       |      |
| Bangkok             | Aeropuerto Internacional Don Mueang         | China Express Airlines Thai AirAsia Thai Lion Air       | A32x B737NG |                       |      |
| Phuket              | Aeropuerto Internacional de Phuket          | Sichuan Airlines                                        | A3xx        |                       |      |
| Europa              |                                             |                                                         |             |                       |      |
| España              |                                             |                                                         |             |                       |      |
| Madrid              | Aeropuerto Adolfo Suárez Madrid-Barajas     | Hainan Airlines                                         | B787-9      |                       |      |
| Francia             |                                             |                                                         |             |                       |      |
| París               | Aeropuerto Charles de Gaulle                | Hainan Airlines                                         | B787-9      |                       |      |
| Italia              |                                             |                                                         |             |                       |      |
| Milán               | Aeropuerto de Milán-Malpensa                | Hainan Airlines                                         | B787-9      |                       |      |
| Roma                | Aeropuerto de Roma-Fiumicino                | Hainan Airlines                                         | B787-9      |                       |      |
| Reino Unido         |                                             |                                                         |             |                       |      |
| Londres             | Aeropuerto de Londres-Heathrow              | Tianjin Airlines                                        |             |                       |      |
| Oceanía             |                                             |                                                         |             |                       |      |
| Australia           |                                             |                                                         |             |                       |      |
| Sídney              | Aeropuerto Internacional Kingsford Smith    | Tianjin Airlines                                        |             |                       |      |

## Estadísticas

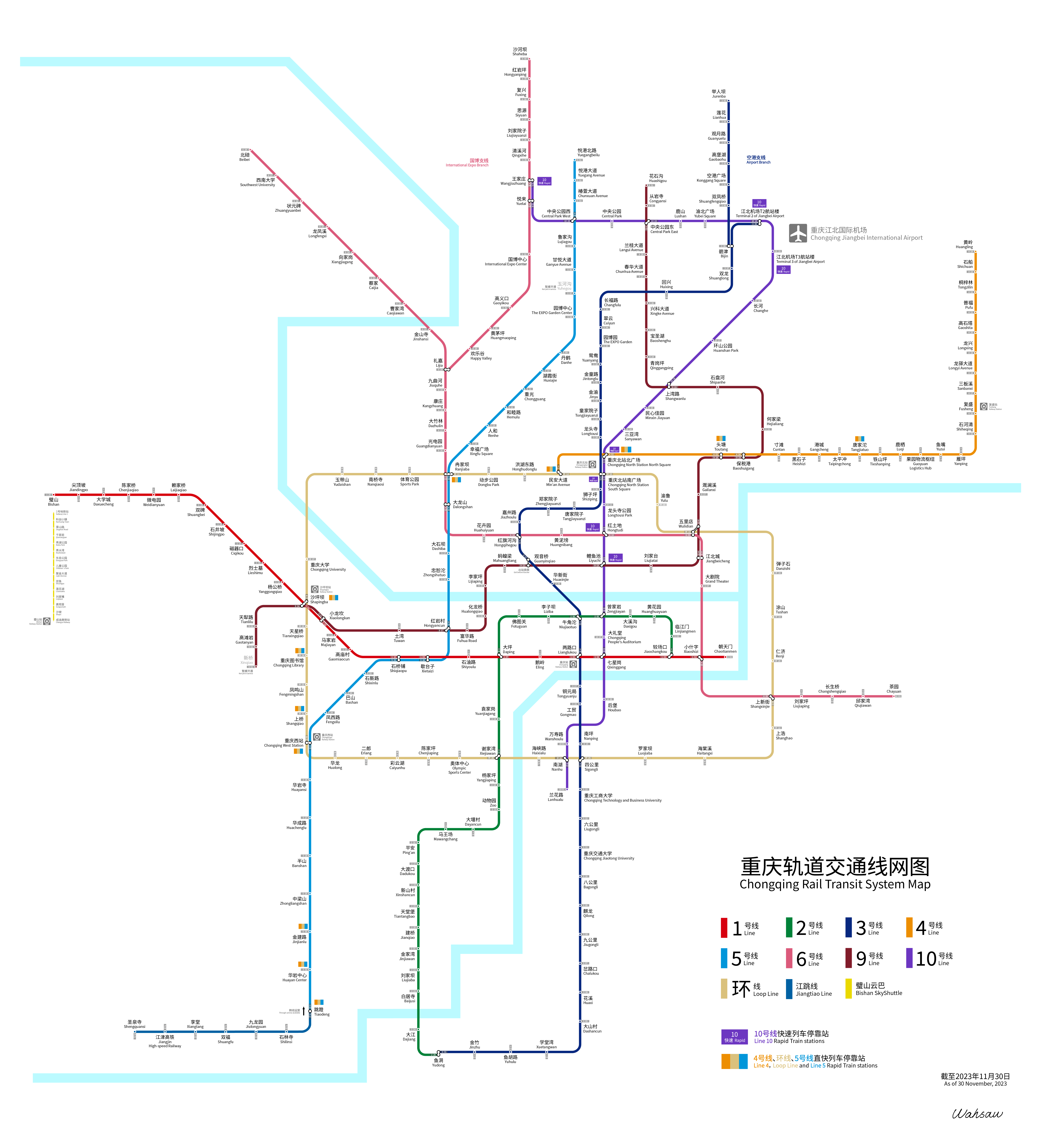
Metro de Chongqing en 2018

Ver fuente y consulta Wikidata.